# Puszka elektroinstalacyjna
Puszka elektroinstalacyjna (elektryczna puszka instalacyjna) – osprzęt instalacyjny służący do ochrony połączeń elektrycznych przewodów instalacji elektrycznej lub montażu osprzętu (gniazda elektryczne, łączniki, gniazda teletechniczne). Puszki ze względu na przeznaczenie oraz technologię montażu podzielić można na różne grupy. Pod względem przeznaczenia wyróżniamy puszki połączeniowe (odgałęźniki) oraz do montażu osprzętu. Pod względem technologii montażu wyróżniamy puszki natynkowe oraz wtynkowe. W nowoczesnych instalacjach elektrycznych, zwłaszcza z zastosowaniem elementów automatyki budynkowej, zaczyna stosować się też puszki rozbudowane o dodatkową przestrzeń do zainstalowania modułów elektronicznych (np. sterowanie roletami lub oświetleniem). W budownictwie mieszkalnym puszki używane do montażu osprzętu mogą spełniać jednocześnie funkcje puszek połączeniowych.

## Przykłady puszek elektroinstalacyjnych

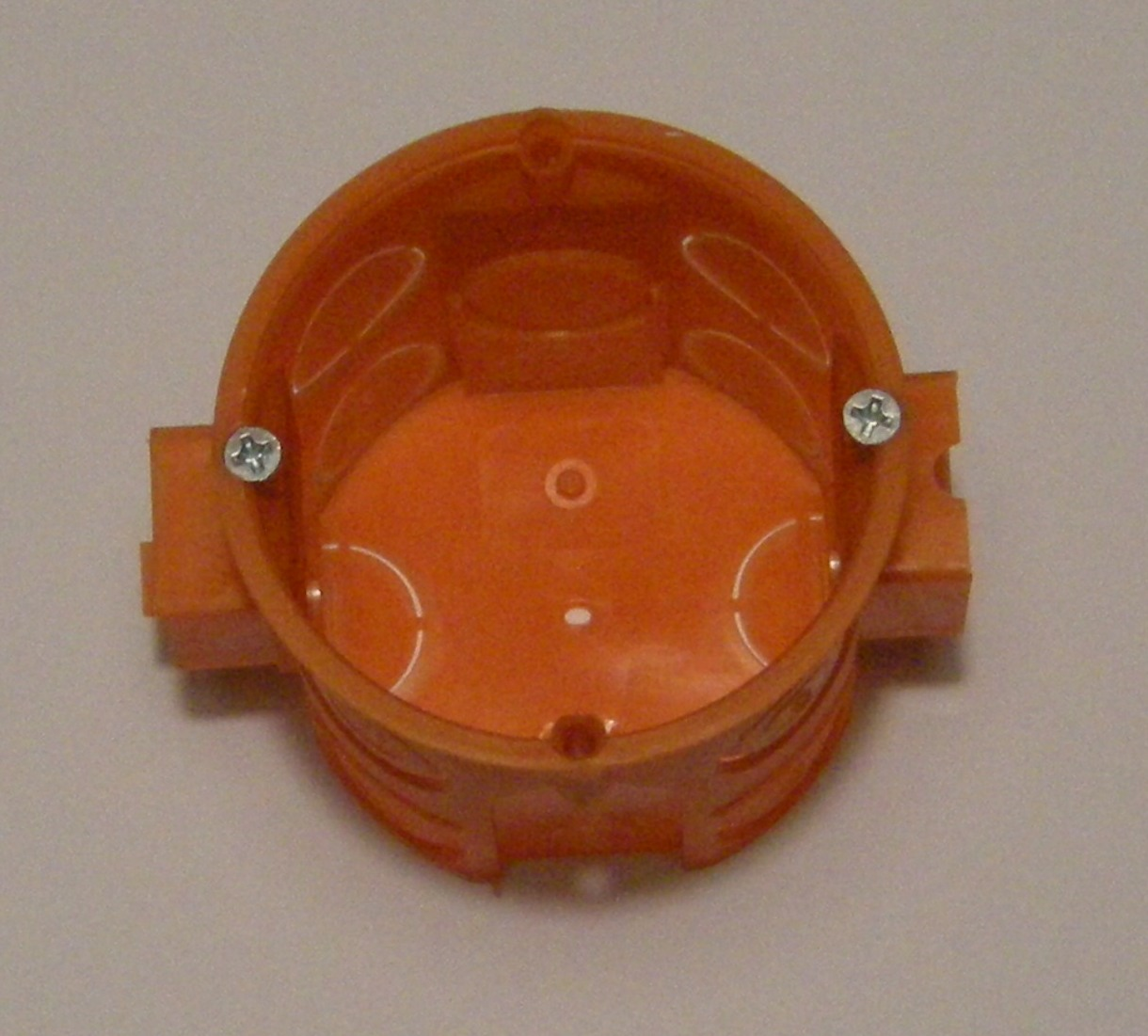
Puszka podtynkowa modułowa przeznaczona do montażu osprzętu
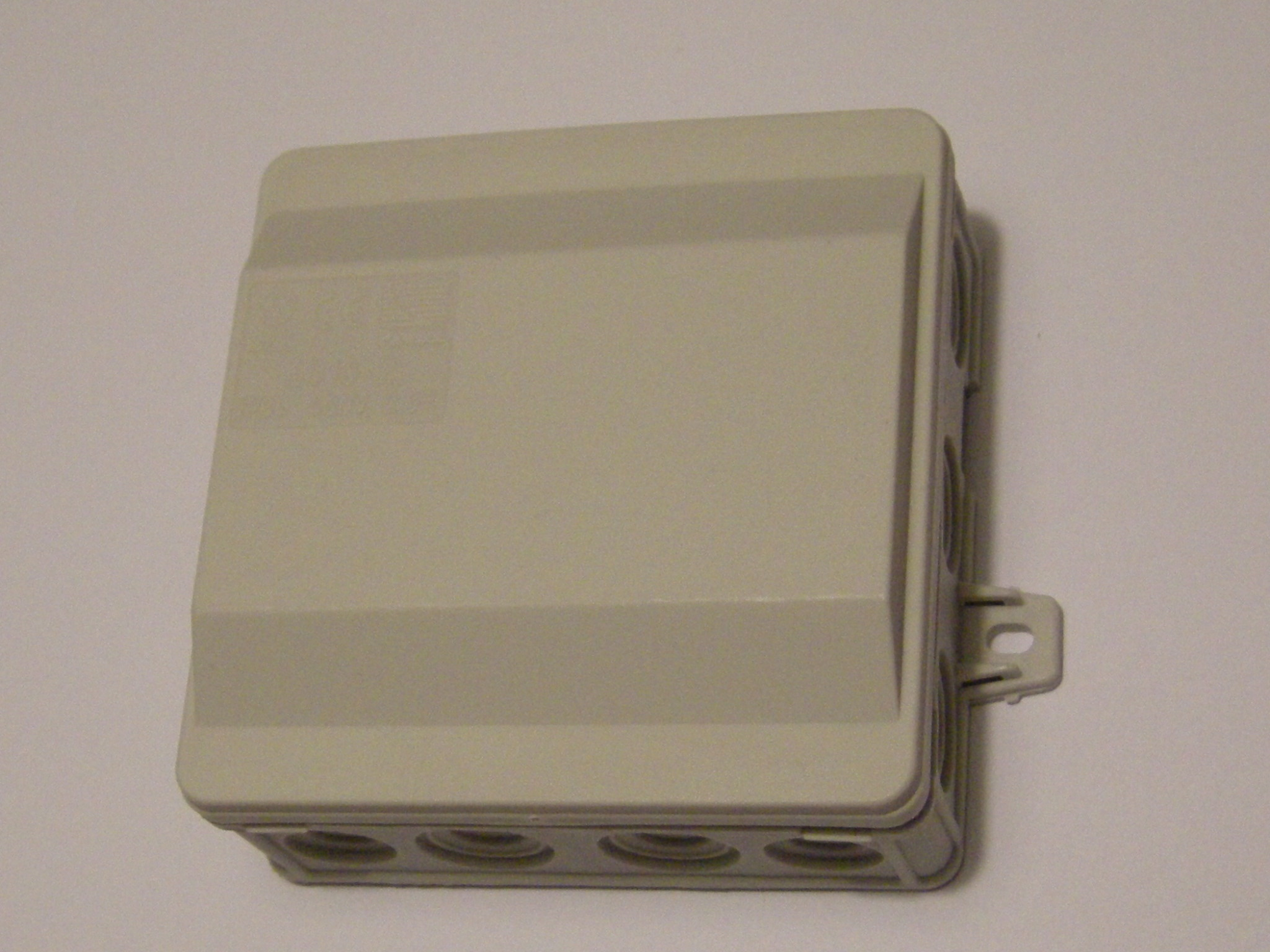
Puszka natynkowa o stopniu ochrony IP54
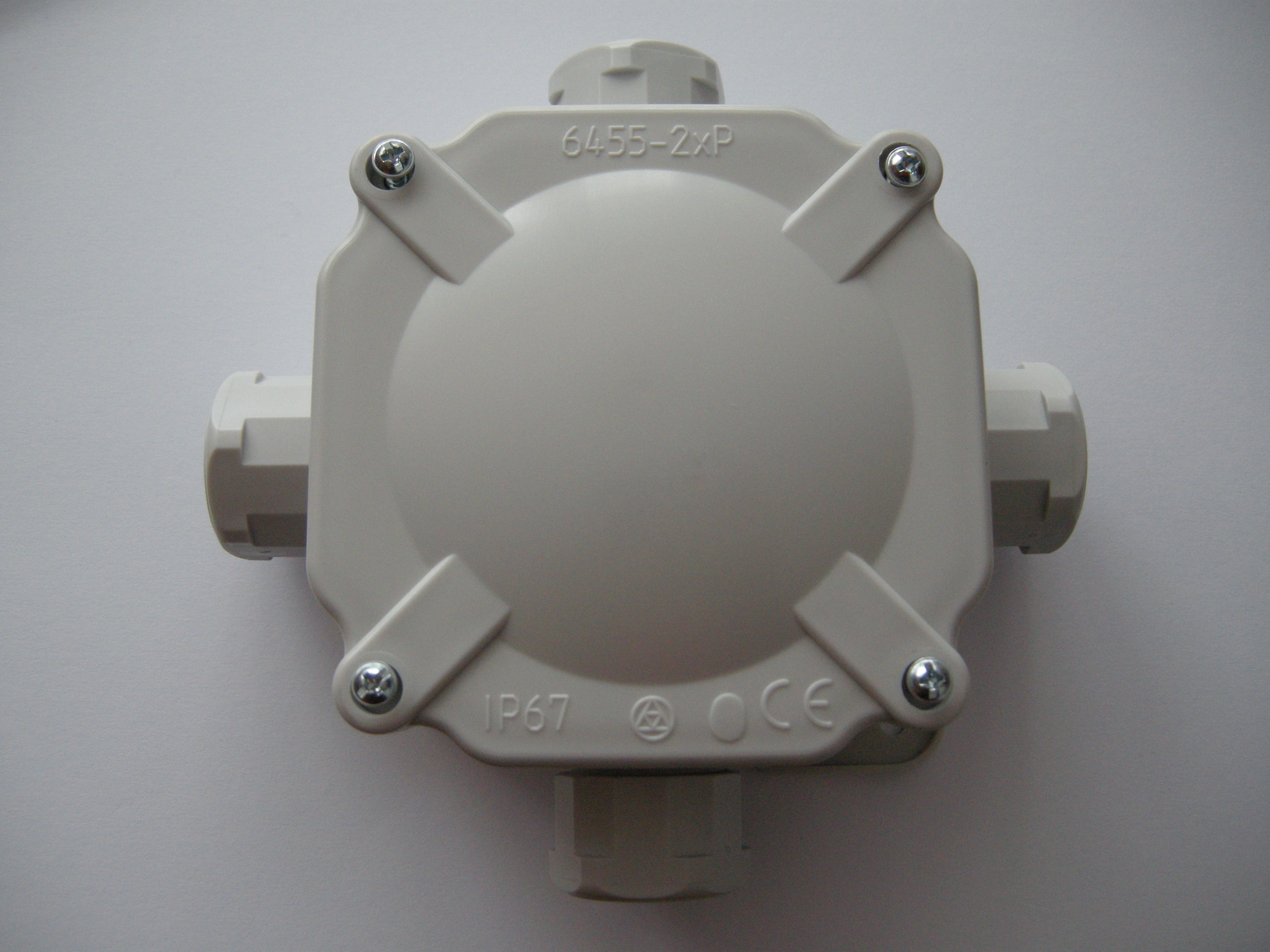
Puszka natynkowa o stopniu ochrony IP67